# آل سمنة (مكيراس)

تعديل مصدري - تعديل

ال سمنة هي إحدى قرى عزلة مكيراس بمديرية مكيراس التابعة لمحافظة البيضاء، بلغ تعداد سكانها 56 نسمة حسب تعداد اليمن لعام 2004.